# Aciagrion fragilis
Aciagrion fragilis é uma espécie de libelinha da família Coenagrionidae, comumente conhecida como blue slim. É uma libelinha pequena e esbelta, o macho é azul e preto. Foi registado no norte da Austrália, Nova Guiné e nas Ilhas Lesser Sunda na Indonésia, onde habita águas paradas e pântanos.

## Etimologia
O nome da espécie fragilis é uma palavra latina que significa frágil ou facilmente quebrada. Em 1906, Robin Tillyard nomeou esta espécie provavelmente em contraste com outros membros do gênero Ischnura, onde havia sido colocado provisoriamente.

## Galeria

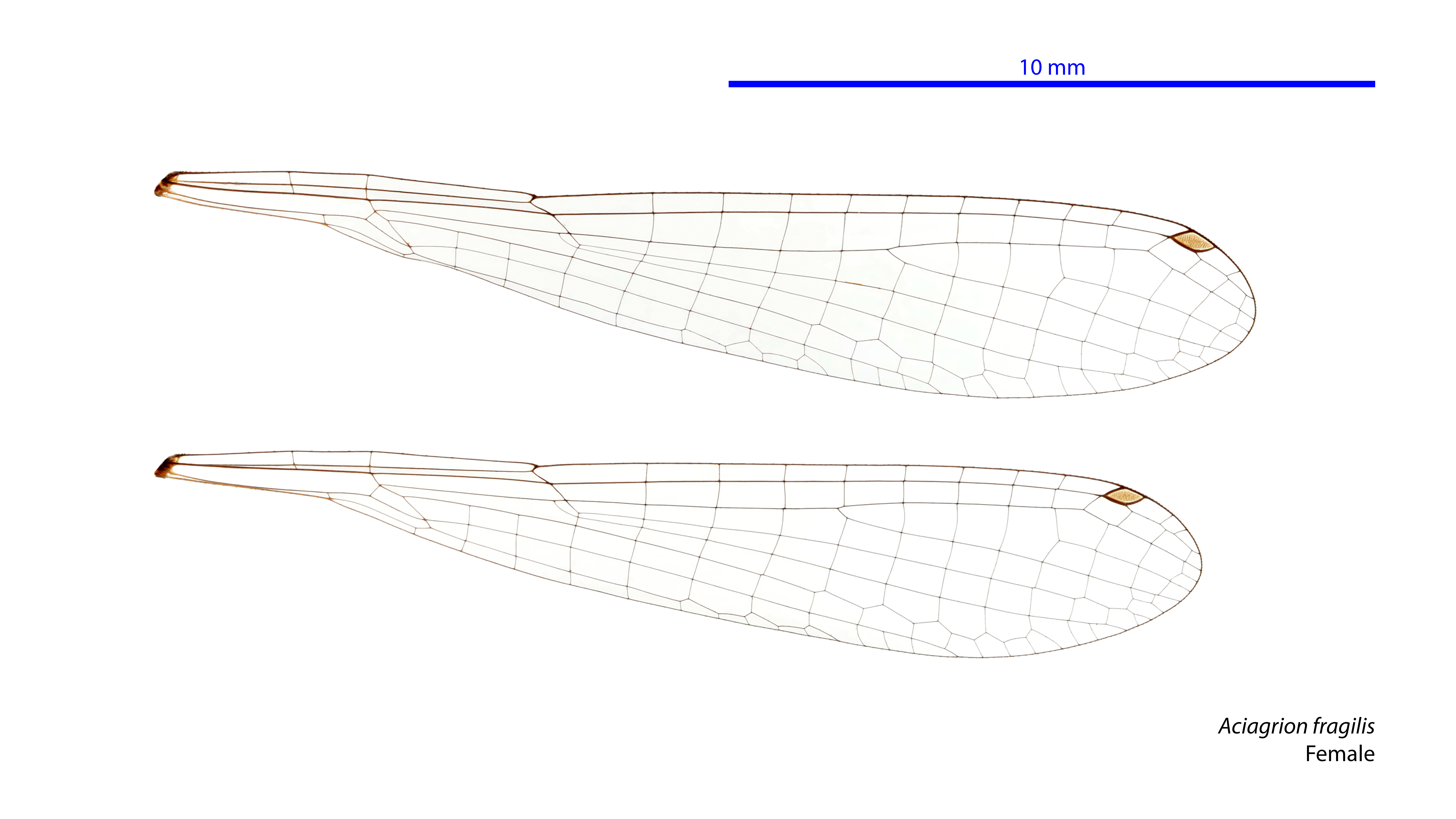
Asas femininas
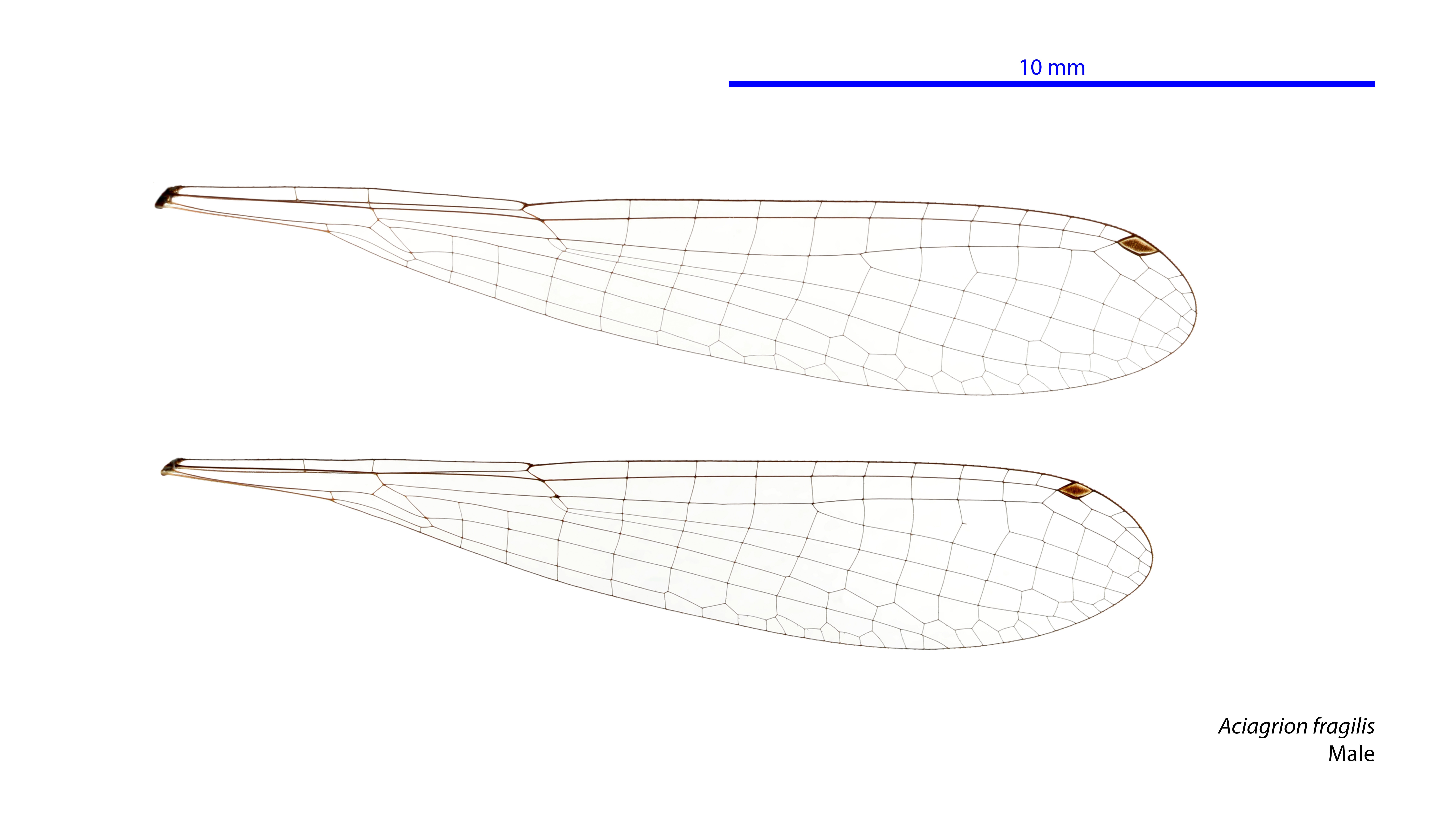
Asas masculinas